# 汽巴-嘉基
汽巴-嘉基公司是一家总部位于瑞士巴塞尔的化学品公司，由成立于1758年的嘉基公司（J.R.Geigy S.A）和成立于1884年的汽巴公司（Ciba.Ltd）在1970年合并，形成新的“汽巴-嘉基”公司。

## 历史
- 1970年，汽巴公司和嘉基公司合并成为汽巴-嘉基公司。
- 1980年，汽巴-嘉基創辦視康，進軍隱形眼鏡市場。
- 1996年，与山德士（Sandoz）公司合并为诺华公司
- 1997年，公司的精细化工部门独立为汽巴精化公司。
- 2008年，子公司汽巴精化出售给德国化工巨头巴斯夫集团。